# The Climate Book
The Climate Book è un libro scritto da Greta Thunberg e pubblicato nel 2022. L'opera tratta di tematiche ambientaliste e ha visto la collaborazione di diversi scienziati. La pubblicazione è stata tradotta in tedesco, olandese, spagnolo, portoghese, francese, italiano, svedese, danese e norvegese.

## Contenuto
Il libro ha un approccio interdisciplinare ed è suddiviso in cinque capitoli che sono: 
- 1: Come funziona il clima;
- 2: Come sta cambiando il nostro pianeta;
- 3: Come ci influenza;
- 4: Cosa abbiamo fatto al riguardo;
- 5: Cosa dobbiamo fare adesso.

In totale, più di 100 esperti di diverse discipline, tra cui Tedros Adhanom Ghebreyesus, Thomas Piketty e Naomi Klein, hanno contribuito alla realizzazione dell'opera.
Il libro tenta di gettare le basi per una comprensione complessa della crisi climatica globale e di delineare le risposte per affrontarla. Secondo l'autrice, l'educazione al clima deve essere promossa nelle scuole e nei media, il che è visto come un prerequisito per un'azione significativa. Thunberg, inoltre, tenta di affrontare quello che vede come un falso equilibrio nei rapporti, esponendo la manipolazione delle statistiche ambientali "negoziando" le emissioni e le etichette fuorvianti come l'idrogeno verde e facendo sentire le voci di coloro che attualmente sono più colpiti dagli impatti del cambiamento climatico dal Sud del mondo.

## Edizioni
- Greta Thunberg (a cura di), The Climate Book, traduzione di Massimo Parizzi e Chiara Rizzo, Milano, Edizioni Mondadori, 2022, ISBN 978-88-04-76465-6, OCLC 1371307996.